# Torricella del Pizzo
Torricella del Pizzo es una localidad y comune italiana de la provincia de Cremona, región de Lombardía, con 721 habitantes.

## Evolución demográfica
| Gráfica de evolución demográfica de Torricella del Pizzo entre 1861 y 2001 |
|                                                                            |
| Fuente ISTAT - elaboración gráfica de Wikipedia                            |